# Vaterpolo Akademija Cattaro
El Vaterpolo Akademija Cattaro es un club montenegrés de waterpolo en la ciudad de Kotor.

## Historia
En 2010 consigue ganar la Copa LEN de waterpolo masculino y participa en la liga adriática de waterpolo masculino.

## Palmarés
- 1 vez campeón de la Copa LEN de waterpolo masculino (2010)